# Dorfhain
Dorfhain település Németországban, azon belül Szászország tartományban. Lakosainak száma 1080 fő (2023. december 31.). Dorfhain Tharandt és Klingenberg községekkel határos.

## Népesség
A település népességének változása:
| Lakosok száma | 1084 | 1089 | 1062 | 1089 | 1080 |
|               | 2017 | 2019 | 2021 | 2022 | 2023 |